# Zappatore
Pour plus de détails, voir Fiche technique et Distribution.
Zappatore, également connu sous le titre Rinnego mio figlio est un melodramma strappalacrime italien réalisé par Rate Furlan (it) et sorti en 1950.

## Synopsis
Riccardo est le fils unique d'un modeste paysan ; le vieil homme utilise les économies de toute une vie pour l'envoyer à l'université et lui permettre de faire une carrière d'avocat. À Naples, cependant, son ami Carlo l'incite à une vie sociale extrêmement dépensière, notamment en raison de ses pertes ostensibles au jeu, ce qui l'oblige à demander plus d'argent à son père, qui sacrifie ses propres terres en les vendant.
Tombé amoureux de Marisa, Riccardo se laisse naïvement emporter par la passion, ce qui lui fait assumer un niveau de vie encore plus dispendieux et l'amène à imiter la signature de son père pour garantir certaines lettres de change, en oubliant les sacrifices de la famille et sa fiancée restée au village.
Apprenant le comportement de Riccardo, son vieux père le renie et, malgré son âge, retourne labourer la terre.
Rejeté par son père et déçu par la vie, Riccardo semble décidé à partir en Argentine avec Marisa. Mais son père reprend des forces et, ému par l'état de sa femme infirme, va le trouver pour l'informer de la situation. Marisa le croit repentant, mais le trouve au contraire à une grande fête avec des hommes élégants et des femmes frivoles, et le renie.
Tandis que Marisa retourne en Argentine, Riccardo, déçu et finalement repenti, retourne au village, tombant au milieu d'une révolte paysanne ; son orgueil reprend le dessus, il prend la parole et harangue les villageois en prononçant un discours sincère qui apaise les esprits et rééquilibre la situation.
Le père assiste également à ce discours ; il est convaincu de l'honnêteté fondamentale du garçon et lui pardonne.
Le père et le fils rentrent ensemble à la maison, où la mère, à la seule vue du garçon, se remet de son découragement pernicieux.

## Fiche technique
- Titre original italien : Zappatore[1] ou Rinnego mio figlio[2]
- Réalisateur : Rate Furlan (it)
- Scénario : Roberto Amoroso (it), Rate Furlan (it), Libero Bovio, Ferdinando Albano
- Photographie : Libero De Paolis
- Montage : Marcella Jacobacci
- Musique : Rate Furlan (it)
- Décors : Pino (Giuseppe) Aldrovandi
- Costumes : Tina Galli
- Maquillage : Giuseppe Annunziata (it)
- Société de production : Sud film
- Pays de production :  Italie
- Langue originale : italien
- Format : Noir et blanc - 1,37:1 - Son mono - 35 mm
- Durée : 80 minutes
- Genre : Melodramma strappalacrime
- Dates de sortie :
  - Italie : 1950 (visa délivré le 30 septembre 1950)

## Distribution
- Gabriele Ferzetti : Riccardo Maggese
- Marisa Merlini : Marisa
- Nino Marchesini : Le père de Riccardo
- Valeria Valeri : Annamaria
- Clelia Genovese : La mère de Riccardo
- Nico Pepe : Carlo
- Clara Auteri : la petite amie de Carlo
- Vito Verde : le fermier Ambrogio
- Silvio Rossi : Gilberto Tufino
- Vera Furlan : La femme de Renato
- Angelo Dessy : Renato Palma

## Tournage
Certaines scènes ont été tournées dans la région de Montesarchio, dans la province de Bénévent.